# Nicolás Pacheco
Nicolás Rodolfo Pacheco Espinosa (Lima, 23 de agosto de 1994) es un tirador peruano que compite en la especialidad de tiro al plato o skeet.

## Biografía
Nicolás Pacheco estudió en el Newton College, un colegio peruano-británico privado ubicado en el distrito de La Molina en Lima, Perú. Representó a su país en los Juegos Olímpicos del 2012 en Londres, donde su mejor resultado fue el número 32 en skeet. 
Ganó la medalla de bronce en los Juegos Panamericanos de Lima 2019.
Ganó la medalla de oro en la Copa del Mundo de Escopeta 2022, desarrollada en el Polígono de Tiro de la Base Aérea Las Palmas, Surco, Perú; convirtiéndose en el primer deportista nacional que logra este título en la historia del tiro deportivo peruano.
Luego de su diploma olímpico en París, el deportista nacional habla sobre cómo debe mejorar la política deportiva en el país para tentar una medalla olímpica.

## Palmarés internacional
| Juegos Panamericanos | Juegos Panamericanos | Juegos Panamericanos | Juegos Panamericanos |
| Año                  | Lugar                | Medalla              | Categoría            |
| -------------------- | -------------------- | -------------------- | -------------------- |
| 2019                 | Lima                 | Medalla de bronce    | Skeet                |
| 2023                 | Santiago             | Medalla de bronce    | Skeet                |
| Juegos Olímpicos     |                      |                      |                      |
| Año                  | Lugar                | Medalla              | Categoría            |
| 2020                 | Tokio                | 8.º Puesto           | Skeet                |
| 2024                 | París                | 6.º Puesto           | Skeet                |